# Odprto prvenstvo ZDA 1982
Odprto prvenstvo ZDA 1982 je teniški turnir za Grand Slam, ki je med 31. avgustom in 12. septembrom 1982 potekal v New Yorku.

## Moški posamično
Jimmy Connors :  Ivan Lendl, 6–3, 6–2, 4–6, 6–4

## Ženske posamično
Chris Evert :  Hana Mandlíková, 6–3, 6–1

## Moške dvojice
Kevin Curren /  Steve Denton :  Victor Amaya /  Hank Pfister, 6–2, 6–7(4–7), 5–7, 6–2, 6–4

## Ženske  dvojice
Rosemary Casals /  Wendy Turnbull :  Barbara Potter /  Sharon Walsh, 6–4, 6–4

## Mešane dvojice
Anne Smith /  Kevin Curren :  Barbara Potter /  Ferdi Taygan, 6–7, 7–6 (7–4), 7–6(7–5)